# Адегбалола, Гея
Гея Адегбалола (англ. Gaye Adegbalola, урождённая Гея Тодд, родилась 21 марта 1944 года в Фредериксбурге, штат Виргиния, США) — американская блюзовая певица и гитаристка, преподаватель и ЛГБТ-активист, открытая лесбиянка.

## Биография
Родилась 21 марта 1944 года во Фредериксбурге, штат Виргиния, США, в семье джазовых музыкантов и общественных деятелей. Закончила Бостонский университет по специальности биолог (бакалавр), работала в области биохимии в Рокфеллеровском университете, бактериологом в Госпитале Гарлема.
В 60-х активно участвовала в движении за гражданские права, в частности в «Black Power Movement» в Нью-Йорке и Гарлемского комитета по самообороне. В этот период жизни она выходит замуж и рождает сына. После развода в 1970 году она возвращается во Фредериксбург, где играет в театре и преподаёт биологию и химию в школе, причём в 1982 году она была признана Учителем года штата Виргиния.
В середине 70-х Гея Адегбалола познакомилась с Энн Рэбсон, которая начала учить её игре на гитаре. Вместе с Энн в 1984 году они создали дуэт, спустя четыре года получивший название «Saffire – The Uppity Blues Women», когда к нему присоединяется контрабасистка. Этот коллектив некоторые критики считают лучшей на нынешний момент женской группой, исполняющей традиционный акустический блюз.
В 1990 году её песня «Middle Aged Blues Boogie» стала лучшей в номинации Best Song of the Year на престижной блюзовой церемонии Уильяма Хэнди (W.C.Handy Awards, Blues Music Awards). На протяжении 90-х вела на Национальном общественном радио передачи о блюзе. Она так же заболевает раком, но излечивается. В 1999 году вышел первый сольный альбом — «Bitter Sweet Blues».
В 1991 году она встретила свою вторую половину Сюзан Моу (Suzanne Moe). В 2000 году Гея Адегбалола в журнале The Advocate совершила каминг-аут.